# 厉有为
厉有为（1938年1月—），男，辽宁新民人，中华人民共和国政治人物，曾任中共深圳市委书记、深圳市人民政府市长，第九、十届全国政协常委。中共第十四、十五届中央候补委员。

## 生平
厉有为1964年8月起在第一汽车制造厂工作，任技术员，1966年10月加入中国共产党。1967年调任第二汽车制造厂。1979年起，先后在第二汽车制造厂化油器厂任党委副书记、书记，第二汽车制造厂第一职工医院党委书记。
厉有为在1983年10月后开始出任地方党政机关领导职务，先后任中共十堰市委副书记、十堰市人民政府市长、市委书记。1989年6月升任湖北省人民政府副省长。
1990年12月，厉有为调任广东省，任中共深圳市委副书记、深圳市人大常委会主任兼深圳市委党校校长。1992年6月任中共广东省委常委，同年11月任深圳市市长。1993年4月任中共深圳市委书记兼市长，同年深圳停止登记注册新建“三来一补”企业。1995年5月任中共深圳市委书记，不再兼任深圳市市长，自此开始再无广东籍人士担任深圳市委书记，同年7月深圳市提出实施“科技兴市”战略。
1998年3月任九届全国政协常委。2003年3月，任十届全国政协常委。2020年，在香港《文汇报》发表文章《路在何方》。